# Городской музей Хельсинки
Городской музей Хельсинки (фин. Helsingin kaupunginmuseo, швед. Helsingfors stadsmuseum) — исторический музей, посвящённый городу Хельсинки. На выставках представлены этапы развития Хельсинки от маленького города до столицы страны.
В музее активно используются виртуальная реальность, проекции, компьютерная анимация. Вход в музей и филиалы бесплатный.

## История создания
Музей находился в доме №4 по Софийской улице, которая отмечена табличками на финском, шведском и русском (дореформенная орфография) «Софійская улица / Sofiankatu / Sofiegatan». Такая же табличка присутствует и на бывшем здании музея. Новое здание музея (с 13 мая 2016 г.) - Алексантеринкату, 16. Главное здание музея построено в стиле национального романтизма. Дом бюргера и Музей электростанции — летние музеи, они открываются только с наступлением высокого туристического сезона.
В 2017 году музей выложил в свободный доступ богатую коллекцию архивных фото.

## Отделения музея
- Главное здание. В главном здание музея до переноса музея на Алексантеринкату находилась выставка «Helsinki Horizons», которая представляет более чем 450-летнюю историю города. Кроме этого, здесь постоянно проводились временные выставки, посвящённые разным сторонам жизни столицы Финляндии в те или иные исторические эпохи.
- Дом бюргера (фин. Ruiskumestarin talo; адрес: Kristianinkatu 12) был построен в 1818 году. Он является самым старым деревянным зданием Хельсинки. Внутри воссоздана обстановка буржуазного быта 1860-х годов.
- Вилла Хакасалми (фин. Hakasalmen huvila; адрес: Mannerheimintie 13)
- Музей электростанции (фин. Voimalamuseo) находится в районе Ванхакаупунки (Hämeentie 163). Находится у порогов в устье реки Вантаа, в тех местах, где в 1550 году был основан город и где были возведены его первые промышленные здания. с 1550-х годов до начала XX века водяная мельница двигала мельничные жёрнова[3].
- Школьный музей (фин. Koulumuseo; адрес: Kalevankatu 39-41)
- Дом Седерхольма (фин. Sederholmin talo; адрес: Aleksanterinkatu 18) — старейшее (1757 год) каменное здание в историческом центре Хельсинки. Расположен на углу Сенатской площади. С 1995 года в доме Седерхольма располагается постоянная экспозиция, знакомящая посетителей с купеческим бытом XVIII века. Также проводятся разнообразные временные выставки.
- Трамвайный музей (фин. Ratikkamuseo; адрес: Töölönkatu 51 A) Расположен в помещении старейшего в Хельсинки трамвайного депо. Экспозиция посвящена истории общественного транспорта в Хельсинки.
- Музей усадьбы Туомаринкюля и Детский музей (фин. Tuomarinkylän kartanomuseo & Lastenmuseo; адрес: район Туомаринкюля на севере города)
- Музей жилища рабочих (фин. Työväenasuntomuseon; адрес: Kirstinkuja 4)